# Alan Nunn May
Alan Nunn May ps. Alek (ur. 2 maja 1911 w Birmingham, zm. 12 stycznia 2003 w Cambridge) – brytyjski fizyk atomowy, od 1942 zajmujący się szpiegostwem na rzecz Związku Radzieckiego.
Edukację zakończył jako absolwent Trinity Hall w Cambridge. W czasie studiów został zwerbowany przez Główny Zarząd Wywiadowczy ZSRR. Po uzyskaniu doktoratu pracował jako wykładowca w Kings College w Londynie. W tym czasie jego poglądy uległy radykalizacji, to spowodowało, że został członkiem partii komunistycznej. W 1935 wraz z grupą absolwentów z Cambridge wyjechał na kilka tygodni do Leningradu. 
W czasie II wojny światowej pracował w brytyjskim zespole prowadzącym badania przy projekcie Tube Alloys zmierzającym do skonstruowania bomby atomowej. Od 1942 przekazywał GRU informacje o swoich pracach nad uranem, jednak władze Związku Radzieckiego zainteresowały się tą sprawą dopiero w 1945. Do przebywającego w Montrealu Maya w maju 1945 został wysłany por. Pawieł Angiełow, w celu nawiązania ścisłej współpracy. W czasie tejże współpracy May dostarczył wywiadowi radzieckiemu m.in. raport na temat badan atomowych oraz niewielką ilość radioaktywnego uranu 233. Uran zdobył w zakładach jądrowych Oak Ridge w stanie Tennessee. Niebezpieczną przesyłkę z uranem dostarczył do Moskwy podpułkownik Piotr Motinow.
Do wykrycia działalności Maya nie przyczyniły się zachodnie służby wywiadowcze lecz dezerter Igor Guzenko.
Ponieważ nie było dowodów szpiegostwa Maya, służby wywiadowcze postanowiły schwytać Pierwiosnka (takim kryptonimem był określany przez służby wywiadowcze)  w czasie spotkania z łącznikiem. Plan ten jednak nie powiódł się, ponieważ May został ostrzeżony przez radzieckiego agenta Kima Philbiego i do spotkania nie doszło.
Ostatecznie został schwytany 1 maja 1946 i skazany na dziesięć lat ciężkich robót. Na wolność wyszedł pod koniec 1952 roku, po odsiedzeniu sześciu i pół roku więzienia. Alan Nunn May odmówił zdefiniowania swoich działań jako zdrady i po zwolnieniu z więzienia, oświadczył, że postąpił słusznie jako szpieg, ponieważ był całym sercem zainteresowany zapewnieniem zwycięstwa nad nazistowskimi Niemcami i Japonią oraz wspieraniem rozwoju pokojowego wykorzystania energii atomowej.